# Chiatitla
Chiatitla är en ort i Mexiko.   Den ligger i kommunen Huautla och delstaten Hidalgo, i den sydöstra delen av landet, 210 km norr om huvudstaden Mexico City. Chiatitla ligger 252 meter över havet och antalet invånare är 126.
Terrängen runt Chiatitla är huvudsakligen kuperad, men åt nordväst är den platt. Runt Chiatitla är det ganska tätbefolkat, med 65 invånare per kvadratkilometer. Närmaste större samhälle är Huejutla de Reyes, 17,6 km väster om Chiatitla. Omgivningarna runt Chiatitla är en mosaik av jordbruksmark och naturlig växtlighet.